# Udo Lehmann (Theologe)
Udo Lehmann (* 1966) ist ein deutscher römisch-katholischer Theologe.

## Leben
Udo Lehmann studierte katholische Theologie in Bonn und München sowie Sozialwissenschaften in Bochum, wo er 2006 im Bereich der Wirtschaftsethik promovierte und 2013  im Bereich der Gerechtigkeitsforschung habilitierte. In Münster, Erfurt, Duisburg-Essen, Bonn und Marburg hatte er Lehrstuhlvertretungen und Lehraufträge. Er forschte und lehrte 2014 am Center for Ethics Education der Fordham University. Seit Juli 2018 ist er Professor für Sozialethik und Praktische Theologie der Universität des Saarlandes.
Lehmann ist Priester des Erzbistums Köln. 
Seine Arbeitsschwerpunkte sind Wirtschafts- und Unternehmensethik und politische Ethik.